# Les Adrets-de-l’Estérel
Les Adrets-de-l’Estérel település Franciaországban, Var megyében. Lakosainak száma 2780 fő (2022. január 1.). Les Adrets-de-l’Estérel Montauroux, Bagnols-en-Forêt, Fréjus és Tanneron községekkel határos.

## Népesség
A település népességének változása:
| Lakosok száma | 2774 | 2741 | 2809 | 2750 | 2766 | 2784 | 2803 | 2793 | 2780 |
|               | 2013 | 2015 | 2016 | 2017 | 2018 | 2019 | 2020 | 2021 | 2022 |